# Vige
Vige es una localidad de Santa Lucía que forma parte de los distritos de Micoud y Vieux Fort.